# Jaszczołty
Jaszczołty [jaʂˈt͡ʂɔu̯tɨ] est un village polonais de la gmina de Grodzisk dans le powiat de Siemiatycze et dans la voïvodie de Podlachie. Il se situe à environ 8 kilomètres au sud-ouest de Grodzisk, à 18 kilomètres au nord-ouest de Siemiatycze et à 73 kilomètres au sud-ouest de Bialystok. 